# Matky z Plaza de Mayo
Matky z Plaza de Mayo (španělsky Asociación Madres de Plaza de Mayo) je argentinské hnutí žen za lidská práva. Děti matek, které sdružení založily, zmizely beze stopy během tamní špinavé války za vlády vojenské diktatury v 70. letech 20. století.
Název hnutí pochází se pojí k jednomu z náměstí v centru Buenos Aires – Plaza de Mayo, na kterém se matky scházejí vždy ve čtvrtek odpoledne přicházející v bílém šátku, který je symbolem hnutí.
V roce 1992 získalo hnutí Sacharovovu cenu za svobodu myšlení.